# ملفين دالتون
ملفين دالتون (بالإنجليزية: Melvin Dalton)‏ هو عداء موانع ‏ أمريكي، ولد في 15 مارس 1906 في نيوآرك في الولايات المتحدة، وتوفي في 13 أكتوبر 1983 في سانت كلود في الولايات المتحدة.

## وصلات خارجية
- ملفين دالتون على موقع أوليمبيديا (الإنجليزية)